# 30 يوم (مسلسل)
30 يوم هو مسلسل تلفزيوني مصري دراما، جريمة وتشويق، تم عرضه في رمضان 1438هـ/2017م. المسلسل من بطولة آسر ياسين، باسل خياط ونجلاء بدر. تأليف أحمد شوقي ومصطفى جمال هاشم وإخراج حسام علي.

## القصة
يأتي "توفيق المصري" (باسل الخياط) إلى عيادة الدكتور "طارق حلمي" (آسر ياسين) ويخبره بأنه يريد عمل تجربة نفسية تقوم على شخص معين ويتم إجراء عليه تجارب متعبة كل يوم ولمدة 30 يوم تجعله يتمنى الموت. بعد هذا كله يخبر "توفيق المصري" الدكتور "طارق حلمي" بأنه هو من سيقوم عليه هذه التجارب. بعدها يدخل طارق في متاهة من الكوارث والأحداث الفارقة في حياته لمدة ثلاثين يومًا.

## طاقم التمثيل
بطولة:
| - آسر ياسين: الدكتور طارق حلمي - باسل خياط: توفيق المصري / سامح - وليد فواز: عبد الوهاب زهدي - نجلاء بدر: صافي - إنجي المقدم: تغريد - سلوى محمد علي: فوزية - أحمد عزمي: دكتور صالح فواز - ضيف شرف - مجدي بدر: صادق - مؤمن نور: شادي | - علاء حسني - هند عبد الحليم: شيرين - حمادة بركات: دكتور هاني عبد الجواد - نورهان: ليلى الشامي - دعاء طعيمة: سلمى - إسماعيل شرف: المحامي فريد التهامي - محمد العمروسي: الصحفي علاء منصور - نور محمود: كمال محمود - محمود غريب: زغلول الممرض | - هشام الشاذلي: شهدي رأفت - مصطفى عبد السلام - ندى عادل: فريال - صدقي صخر - ديمو - أحمد خالد صالح: يوسف - ياسر علي ماهر: ضيف شرف - عماد رشاد: مجدي - ضيف شرف - عبد السلام الدهشان: طبيب المصحة - ضيف شرف |  |

بالإضافة إلى:
| - محمد البياع: وليد الميرغني - منصور أمين: راغب مدير الكافيه - عاطف عمار: المقدم سالم - حمدي ندا: أحمد إبراهيم مدير البنك - لاشينة لاشين: - حمدي عباس: وهبة موظف الفندق - حمدي الرملي: الأسيوطي بواب عمارة شادي - إيمي فهمي - أندرو عماد - تامر نبيل - أحمد ناصر سيف - نشوى الإبياري - محمود مهدي عباس - أحمد إسماعيل - محمود مكيو - نورهان فرج | - سماح عبد العال - ليلى صدقي - شيرين جلال - محمود عبد الخالق - فكري سليم - عواد سليمان - وائل المهدي - علاء الموازيني - شيماء شكري - ضياء سليمان - سوزان بكر - عادل البنا - محمد عبد الخالق - أحمد عبد الرازق - نوال سمير - ميزو | - عمر عيسى - جو فهمي - هبة سمير - أمنية جمال - عمرو سالم - خالد بدوي - خديجة أيوب (طفلة) - ليلي وفيق (طفلة) - مروان ميكي (طفل) - محمود كمال: مرزوق - شادي علي - روجينا: فايزة الداغي - ضيفة شرف - فراس سعيد: خليل الظواهري - ضيف شرف - محمد فراج: الشحات - ضيف شرف - يسرا اللوزي: لُبنى - ضيفة شرف الحلقة الأخيرة - محمد مجدي: ضابط شرطة |  |

## طاقم العمل
طاقم عمل المسلسل:
| - تأليف: - أحمد شوقي (إشراف على الكتابة) - مصطفى جمال هاشم (مؤلف) - إخراج: - حسام علي (مخرج) - محمد السعيد فاروق (مخرج منفذ) - باسم علي (مخرج مساعد) - ليلى ماجد (سكريبت ملابس) | - تصوير: - كريم أشرف (مدير التصوير) - أبانوب طلعت (فوكس بولر) - محمود عبد المعبود (كاميرا مان) - مونتاج: - احمد الطرابيلي (مونتير) - صوت: - ياسر شامة (مهندس الصوت) - سامح شامة (مهندس الصوت) - أحمد جابر (مكساج) | - انتاج: - تريلر بيكتشرز للانتاج الفني والتوزيع (منتج) - شركة سيلميديا (منتج) - أحمد سمير (منتج) - مها سليم (منتج) - أحمد فرغلي (منتج فني) - تامر فتحي (منتج فني) - محمد سطوحي (مدير إدارة الإنتاج) - توزيع: - شركة سيلميديا (موزع) | - ملابس: - دنيا عبد المعبود (تصميم الأزياء) - ماكياج: - سارة بولس (ماكيير) - موسيقى: - محمد مدحت (الموسيقى التصويرية) - كاستينج: - أحمد تمام (casting director) - أدوار أخرى: - مي قنديل (إشراف عام) |

## الحلقات وحل اللغز
| - 1- سنة حلوة يا جميل: فريدة ابنة طارق - 2- الزوجة الثانية: زوجة طارق الثانية - 3- 3 أخوات: أخوات طارق الأثنين - 4- غرقة رقم 4: قتيل غرفة رقم 4 - 5- 5 احتمالات وقنبلة: دائرة طارق ال5 - 6- امرأة و6 رجال: طارق الزوج ال6 | - 7- يوم ما اتقابلنا كان 7: لقاء طارق الأول - 8- الفيلم رقم 8: فيلم صافي ال8 - 9- شقة رقم 9: القبض على طارق - 10- 10 مليون جنيه: رأس مال الشركة - 11- 11 سبتمبر والبرجين: الملف رقم 11 - 12- 1+2=12: فريدة+صافي | - 13- 13 والحظ: حظ طارق - 14- تعيش وتفتكر: ذكرى موت - 15- نص الحساب: نصف رصيد طارق - 16- عيد جواز: عيد جواز ليلى - 17- 17 سنة: عمر شيرين - 18- +18: أخبار علاء | - 19- 10%: عمولات كمال - 20- مسجون: سجن طارق - 21- 21 ساعة: براءة طارق - 22- 22 يوسف: ذكرى يوسف - 23- 23 مجرم: قضايا فريد - 24- 24 مليون جنيه: عمليات شهدي | - 25- 25 سنة وأنت طالع: عقوبة 25 سنة مؤبد او اعدام - 26- هلاوس: هلاوس طارق - 27- معاش ممات: يوم صرف معاش والدة طارق - 28- 28 عملية: عمليات هاني - 29- الاختيار :فريدة وصافي - 30- 30 يوم في الجميع: انتقام عبد الوهاب |

## قنوات العرض
- دي إم سي
- سي بي سي
- شبكة راديو وتلفزيون العرب
- قناة أبوظبي

## وصلات خارجية
- 30 يوم على موقع IMDb (الإنجليزية)
- 30 يوم على موقع قاعدة بيانات الأفلام العربية
- 30 يوم على موقع كينوبويسك (الروسية)
- 30 يوم على قاعدة بيانات الأفلام على الإنترنت
- 30 يوم على قاعدة بيانات الأفلام العربية
- 30 يوم على شاهد.نت
- صفحة المسلسل على اليوتيوب